# Юзефово (гміна Баб'як)
Юзефово (пол. Józefowo, нім. Josefsberg) — село в Польщі, у гміні Баб'як Кольського повіту Великопольського воєводства.
У 1975-1998 роках село належало до Конінського воєводства.